# Святаш Дмитро Володимирович
Дмитро́ Володи́мирович Свя́таш (15 червня 1971 , Харків ) — проросійський український політик, член фракції Партії регіонів, член комітету з питань податкової та митної політики, співвласник групи компаній «АІС», через кримінальне провадження втік у Росію. Під час россійсько-української війни розглядався політичними колами Росії як потенційний «гауляйтер» Слобожанщини.

## Життєпис
Народився в Харкові 1971 року. Сім'я Святашів живе в Харкові з повоєнних років.
1988 року закінчив середню школу № 1. 1994 року закінчив Харківський медичний інститут (педіатр). 2001 року закінчив Національну юридичну академію ім. Ярослава Мудрого (юрист). Роком раніше здобув освіту економіста в Інституті підвищення кваліфікації та перепідготовки кадрів важкого машинобудування. Потім в 2007 закінчив Харківський регіональний інститут при Президентові України за спеціальністю державне управління.
1997—1999 — президент українсько-латвійської компанії Автоінвестбуд, 1999—2000 — керівник компанії АІС. 2000 року керував компанією АІС-Імпорт. 2000—2002 — президент Автоінвестбуду (АІС). 2002 року, після обрання народним депутатом. Святаш відійшов від керування АІС. 2009 року вийшов зі складу засновників АІС та почав поступовий вивів із власників підприємств групи АІС членів своєї родини.
З травня 2002 року Святаш був народним депутатом ВРУ IV, V, VI, VII, VIII скликань. З 2005 по 2014 — член Партії регіонів, з 2014 — член партії «Відродження».

## Політична кар'єра
У березні 2002 року, набравши 24 % голосів виборців, був обраний народним депутатом IV скл. (171 мажоритарний округ, Московський район Харкова). Став членом комітету з питань фінансів і банківської діяльності. 2004 — довірена особа кандидата в Президенти Януковича. Як член Партії регіонів після парламентських виборів у 2006 році став народним депутатом V скл. та заступником Голови комітету з питань фінансів і банківської діяльності. З листопада 2007 року в лавах тієї партії стає головою підкомітету з питань оподаткування суб'єктів Ринку небанківських фінансових установ та суб'єктів фондового ринку Комітету з питань податкової та митної політики.
У 2012 році обраний народним депутатом ВРУ VII скликання по виборчому округу № 170 (Московський район міста Харкова) від Партії регіонів з результатом в 38.39 % (29 509 голосів «за»). В парламенті очолював підкомітет з питань удосконалення Податкового кодексу України, загального податкового адміністрування, податкового боргу Комітету Верховної Ради України з питань податкової та митної політики.
За два роки, на виборах до ВРУ VIII скликання на тому ж самому округу за Дмитра Святаша проголосували 34,01 % виборців (23 389 голосів «за»). На другому місці — Анатолій Родзинський від «Блоку Петра Порошенка» з 16,34 % (11 193 голосів), на третьому — кандидат від "Об'єднання «Самопоміч» Олександр Котуков, на четвертому — кандидат від ВО «Батьківщина» Лілія Авдєєва (8,96 %), п'яте місце посів кандидат від «Народного фронту» Роман Протопопов.

### Депутатська діяльність
За свою депутатську діяльність Дмитро Святаш працював над рядом проєктів. Найбільш відомі:
- про державне мито
- про прийняття за основу проєкту Закону України про судовий збір
- про внесення змін до деяких законів України (щодо запобігання наслідкам впливу світової фінансової кризи на розвиток агропромислового комплексу).
- про митне оформлення товарів, призначених для підготовки та проведення фінальної частини чемпіонату Європи 2012 року з футболу.

Скептики називають його законодавчий внесок потужним лобіюванням власних інтересів як автомобільного промисловця, що перешкоджає нормальному розвитку автомобільного ринку України.
10 серпня 2012 року у другому читанні проголосував за Закон України «Про засади державної мовної політики». Закон було прийнято із порушеннями регламенту.
У червні 2016 блокував підписання закону про суттєве зниження акцизів на ввезення вживаних автомобілів, зареєструвавши у Верховній Раді постанову про скасування прийняття закону.
Був одним з 59 депутатів, що підписали подання, на підставі якого Конституційний суд України скасував статтю Кримінального колексу України про незаконне збагачення, що зобов'язувала держслужбовців давати пояснення про джерела їх доходів і доходів членів їх сімей. Кримінальну відповідальність за незаконне збагачення в Україні запровадили у 2015 році. Це було однією з вимог ЄС на виконання Плану дій з візової лібералізації, а також одним із зобов'язань України перед МВФ, закріпленим меморандумом.

### Міжнародна співпраця
Член Української частини міжпарламентської асамблеї Верховної ради України, Сейму Литви та Сейму і Сенату Польщі, член груп із міжпарламентських зв'язків із Францією, Швейцарією, Японією, Латвією, КНР та РФ.

## Громадська діяльність
У 2001 році Дмитро Святаш ініціював створення соціального фонду «Пересвіт», що займається матеріальною та організаційною допомогою навчального процесу, наприклад, ремонт шкіл, купівля обладнання, організація олімпіад, спортивних змагань, фестивалів і видання книг.
Також у Харкові працює Спортивний Клуб «Пересвіт», почесним президентом якого є Дмитро Святаш. За ці роки в клубі займалися більше п'яти тисяч дітей. Вихованці клубу виступають на змаганнях різного рівня, серед них є Чемпіони Світу та Європи. Зараз секції Клубу працюють на основній базі та в 16 школах Московського району, це самбо, дзюдо, таеквондо, бокс, кікбоксинг.

## Розслідування
Бізнес-структури, підконтрольні Дмитру, звинувачено в приховуванні коштів та невиконанні фінансових зобов'язань. Заборгованість Святаша перед банками та іншими кредиторами становить близько $250 млн. Зокрема, 1 серпня 2012 року представники трьох банків та Незалежної асоціації банків України звернулись з листом до Прем'єр-міністра України Миколи Азарова зі скаргою на Святаша та з проханням втрутитись у ситуацію і посприяти поверненню боргів. Самостійні вимоги до Святаша висувала Податкова служба України на 680 млн грн.
Підсумком судових тяжб по кільком справам стала конфіскація майна Святаша, що забезпечувало кредитну заставу. Це дозволило відшкодувати кредиторам кілька мільйонів доларів боргу.
В січні 2014 року Святаш розмістив у Facebook нацистські та українофобські випади в сторону жителів Західної України та діаспори і натякнув на швидкий і бажаний для нього поділ України.
18 лютого 2014 року по дорозі до Верховної Ради був перехоплений Самообороною Євромайдану. Один з активістів застосував проти Святаша сльозогінний газ. Самооборона супроводила Святаша до внутрішніх військ. Той по дорозі клявся проголосувати за Конституцію 2004 року.
У квітні 2019 року НАЗК направило до суду протокол про адміністративне правопорушення Святаша через дії в умовах конфлікту інтересів, оскільки він є серед тих, хто звернувся до Конституційного суду України з вимогою визнати окремі механізми управління арештованими активами неконституційними, а при цьому деяка нерухомість та корпоративні права, які належать його матері, знаходяться під арештом.
8 жовтня 2019-го Дмитрові оголошено про підозру у ч. 4 ст. 190 ККУ (шахрайство за попередньою змовою групою осіб, в особливо великих розмірах), і за ч. 3 ст. 27 ч. 3 ст. 358 ККУ (підробка офіційного документа). Святашу інкримінується змова з керівництвом групи компаній «АІС» для шахрайського заволодіння грошима, отриманими від «Укрсиббанку» як кредити. За даними прокуратури, він завдав банку збитків на 1,1 млрд грн.
16 листопада Святаша було оголошено в розшук в рамках кримінальної справи щодо заволодіння коштів УкрСиббанку. Протягом 2008—2018 років Дмитро разом з партренами з компанії АІС заволодів 1,1 млрд грн, що були надані банком у вигляді кредиту.
Після 24 лютого 2022 року Святаш виступав на підтримку Росії після початку повномасштабного вторгнення, за що Кремль розглядав його, як потенційного гауляйтера Харківщини. У травні 2023 року СБУ оголосила йому підозру.
У червні 2024 року суд визнав Святаша винним, йому призначили 12 років позбавлення волі з конфіскацією майна, але заочно.

## Санкції
З 18 листопада 2023 року Дмитро Святаш знаходиться під персональними санкціями України терміном на 10 років.

## Нагороди
- Лауреат Всеукраїнської програми «Лідери регіонів» (2002)
- Почесна грамота КМ України (2003)[36]